# Kumbhakarna ravana
Kumbhakarna ravana är en fjärilsart som beskrevs av Ulrich Roesler och Kuppers 1981. Kumbhakarna ravana ingår i släktet Kumbhakarna och familjen mott. Inga underarter finns listade i Catalogue of Life.